# Þorleifur Örn Arnarsson
Þorleifur Örn Arnarsson, född 15 juli 1978 i Reykjavik, är en isländsk teaterregissör och dramatiker som är bosatt i Berlin och främst verksam i Tyskland och Schweiz.

## Biografi
2003 gick Þorleifur Örn Arnarsson ut skådespelarutbildningen vid Islands konsthögskola (Listaháskóli Íslands). Därefter studerade han regi vid Hochschule für Schauspielkunst Ernst Busch i Berlin där han gick ut 2009. I Tyskland och Schweiz har han regisserat vid flera ledande teatrar. Han har även regisserat opera och regisserat i Sydney.
Tillsammans med Andri Snær Magnason skrev han Sveinsstykki som han också regisserade på Islands nationalteater (Þjóðleikhúsið) i samarbete med frigruppen Hið lifandi leikhús 2007. Uppsättningen prisbelönades och turnerade utomlands under titeln Image (ewige Glückseligkeit), bland annat till Maxim-Gorki-Theater i Berlin. Hans uppsättning av Henrik Ibsens Peer Gynt på schweiziska Luzerner Theater utsågs av kritiksajten nachtkritik.de till 2011 års bästa tyskspråkiga uppsättning.
2006 regisserade han sin egen Clockwork, baserad på Anthony Burgess A Clockwork Orange, med svenskspråkiga Teater Viirus i Helsingfors. En pjäs Arnarsson även satt upp på Staatstheater Schwerin.